# Јосиф II Јерусалимски
Јосиф II Јерусалимски је био патријарх Јерусалимске цркве од 981. до 983.
године. Мало се зна о његовом животу. За време његовог епископата Садак Ибн Бишр, Патријаршијски синкел, успео је да заврши реновирање Цркве Светог Гроба која је оштећена у пожару током немира 966. године.
Јосиф је био филозоф и лекар, као и великодушни давалац милостиње.
Године 985. он је, као и раније Христодул II, умро у Каиру.